# محمد بن منصور الحلي
أَبُو عَبْدِ اَللهِ مُحَمَّدُ بْنُ مَنْصُورَ بْنُ أَحْمَدَ بْنُ إِدْرِيسَ اَلدُّلَّفِيُّ اَلْعَجْلِيُّ اَلْحِلِّيُّ (543 هـ - 598 هـ / 1148م - 1201م). هُوَ فقيهٌ ومحدثٌ بارز من أعلام الشيعية الإمامية في القرن السادس الهجري. اشتهر بلقبه «ابْنُ إِدْرِيسَ الحِلِّيُّ»، ويُعدّ من العلماء المجدّدين في الفقه الإمامي. ينحدر من أسرة علمية عريقة، ومن جهة والده، ينتسب إلى أبي دُلَف العَجْلِي، مؤسس الإمارة العجلية، وهي أسرة كانت ذات مكانة سياسية وعسكرية في العصر العباسي. أما من جهة والدته، فيرتبط نسبه بـالشيخ الطوسي محمد بن الحسن الطوسي، حيث يكون جده لأمه بواسطة واحدة.

## حياته

### نسبه
هو: محمد بن منصور بن أحمد بن إدريس بن الحسين بن القاسم بن عيسى بن إدريس بن معقل بن عمير بن شيخ بن معاوية بن خزاعي بن عبد العزى بن دلف بن جشم بن قيس بن سعد بن عجل بن لجيم بن صعب بن علي بن بكر بن وائل بن قاسط بن هنب بن أفصى بن دعمي بن جديلة بن أسد بن ربيعة بن نزار بن معد بن عدنان.

### ولادته ونشأته
ولد ابن إدريس سنة 543 هـ في مدينة الحلة، الواقعة في جنوب العراق، والتي كانت في طريقها إلى أن تصبح مركزًا علميًا مهمًا لعلماء الشيعة. ينتمي ابن إدريس إلى بني عِجل، وهي قبيلة عربية معروفة من قبائل ربيعة. لم يُذكر الكثير عن أسرته، لكن يلاحظ من خلال تراثه العلمي أن البيئة التي نشأ فيها كانت ذات اهتمام بالعلم والدين.
تلقى علومه في الحلة، ويُرجّح أنه درس على يد علماء من مدرسة بغداد أو من الذين تأثروا بها. وتشير كتاباته إلى اطلاع واسع على مؤلفات سابقيه مثل المفيد، المرتضى، والطوسي، إضافة إلى معرفته بكتب الأحاديث والرجال واللغة.

## التوجه العلمي والمنهج الفقهي

### الاجتهاد والتجديد
يعد ابن إدريس من الفقهاء الذين كان لهم أسلوب متميز في الاستدلال والتحليل الفقهي. رفض الاكتفاء بالنقل عن السابقين، وأكّد على ضرورة الاستناد إلى الأدلة الشرعية الواضحة من القرآن والسنة وأقوال المعصومين، مع إعمال العقل والأصول الفقهية.
قال في مقدمة “السرائر”:
| محمد بن منصور الحلي | ليس كل ما قاله المتقدمون حجة، بل الحجّة فيما قاله الله ورسوله وأئمة الهدى | محمد بن منصور الحلي |

### موقفه من الشيخ الطوسي

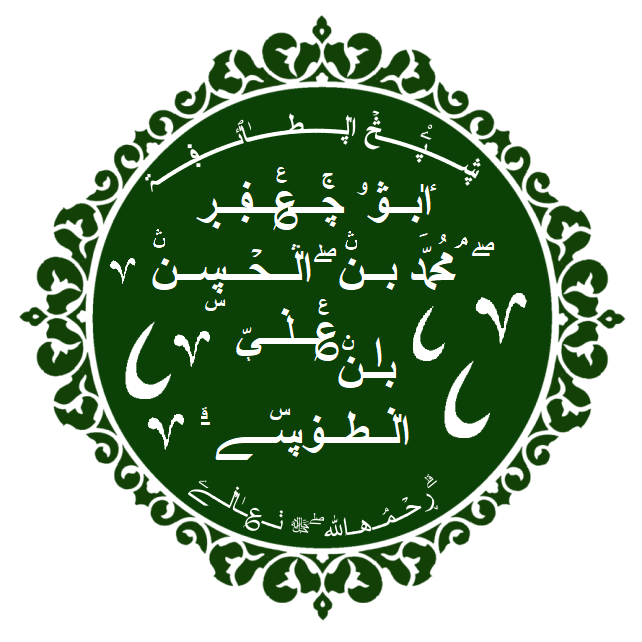
الشيخ الطوسي جده من جهة والدته

من أبرز سمات ابن إدريس نقده العلمي للشيخ الطوسي، الذي كان مرجعًا شبه مطلق لفقهاء الشيعة لمدة طويلة. فقد خالفه في مسائل كثيرة، وانتقد طريقته في بعض المواضع من كتابيه “التهذيب” و”الاستبصار”.
لكن على الرغم من ذلك، لم يكن ابن إدريس يعتبر الطوسي مخطئًا بشكل مطلق، بل يرى أنه مجتهد مأجور، وأن الاعتماد عليه لا يُغني عن التحقيق والنظر.

## أساتذته
تلقّى ابن إدريس الحلي علمه على يد عدد من كبار علماء عصره، الذين كان لهم دور محوري في تكوين شخصيته العلمية وتوسيع أفقه الفقهي. ومن أبرزهم:
- السيد ابن زهرة الحسيني الحلبي.
- ابن شهر آشوب المازنداني.
- نجم الدين عبد الله بن جعفر العبسي الدوريستي.
- عماد الدين محمّد بن أبي القاسم الطبري.
- الحسن بن رطبة السوراوي.
- عربي بن مسافر العبادي.

## تلامذته
امتد أثر ابن إدريس في الجيل التالي له من خلال مجموعة من العلماء الذين تتلمذوا عليه مباشرة، ونقلوا طريقته في التحقيق والاستدلال، ومنهم:
- نجم الدين بن نما الربعي الحلي.
- السيد فخار بن معد الموسوي.
- السيد أبو الحسن علي بن إبراهيم العريضي العلوي.
- سديد الدين أبو العباس أحمد بن مسعود الأسدي الحلي.
- أبو الحسن علي بن يحيى الخياط.
- نجم الدين طومان بن أحمد العاملي.

## مؤلفاته
لديه العديد من المؤلفات من ضمنها:
- السرائر الحاوي لتحرير الفتاوى: أهم مؤلفاته وأشهرها، وهو كتاب فقهي استدلالي ضخم، يقع في ثلاثة مجلدات، جمع فيه آراء العلماء المتقدمين، ناقشها، وانتقد بعضها، واستدل على المسائل بالأحاديث والأصول الفقهية.
- حاشية ابن إدريس على الصحيفة السجادية.
- رسالة في المضايقة والمواسعة في الفقه.
- رسالة في معنى الناصب.
- رسالة في التكليف.
- أجوبة المسائل والرسائل.
- منتخب التبيان.
- المناسك.
- خلاصة الاستدلال.
- كتاب التعليقات.[5]

## ماقيل فيه
- الشهيد الأول: «الإمام العلّامة، شيخ العلماء، رئيس المذهب، وفخر الدين.»[5]
- العلامة الحلي: «كان فقيهاً، ثقة، عالماً، متكلماً، حسن التصنيف، قوي الحجة، له كتب كثيرة، ومصنفات حسنة، يدل بعضها على فضله وتحقيقه وتقدمه، منها كتاب السرائر…»[6]
- الحر العاملي: «الشيخ محمد بن إدريس الحلّي، فقيه، متكلم، أصولي، جليل، محقق، متبحر في العلوم، له كتاب السرائر، يدل على فضله وعلمه، وهو من أعاظم علماء الإمامية.»[7]
- محسن الأمين «هو من أعاظم فقهاء الشيعة، وفرد من أفذاذهم، صاحب السرائر، الذي كاد أن يكون معجزة في عصره من حيث سعة علمه وقوة استدلاله وتحرره من تقليد المتقدمين عليه.»[8]
- يوسف البحراني: «وكان عظيمًا في العلم والتحقيق، إلا أن في عباراته شدّة على المشايخ السابقين، وهذا لا يقدح في علمه وفضله.»[9]

- آغا بزرك الطهراني: «إنه من أعلام الفقه الإمامي في القرن السادس، وكتابه من ذخائر التراث الشيعي، إذ حفظ فيه كثيرًا من نصوص الكتب القديمة التي فُقدت، ونقل عن كتب لم تُطبع ولم تصل إلينا، وقد تميز بروح نقدية وتحقيقية عالية.»[10]

- النوري الطبرسي: «الفقيه والمحقق النبيه، فخر الدين أبو عبد الله محمد بن أحمد بن إدريس الحلي العجلي، العالم الجليل المعروف الذي أذعن بعلوِ مقامه في العلم والفهم والتحقيق والفقاهة أعاظم الفقهاء في إجازاتهم وتراجمهم».[11]

## وفاته
تُوفّي في الثامن عشر من شوال 598 هـ بمدينة الحلة،‍ حيث دُفن فيها، ولا يزال قبره من المواضع المعروفة في المدينة. وتبقى ذكراه حاضرة في الحوزات العلمية الشيعية، لما له من أثر بالغ في تطور الفقه الإمامي.
يُعدّ ابن إدريس من أعمدة المدرسة الفقهية الاستدلالية، وقد شكّلت مؤلفاته، وعلى رأسها كتاب السرائر، منعطفًا مهمًا في تاريخ الاجتهاد الشيعي، وأثرت في مسار الفكر الفقهي الإمامي عبر الأجيال.